# Кортен
Корте́н (Кірютня, рум. Corten) — село в Тараклійському районі Молдови, утворює окрему комуну. Поселення вважається болгарським, так, як засновано балканськими болгарами після російсько-турецької війни (1877 - 1878). Війська Російської Імперії, покидаючи Балканський півострів, брали з собою переселенців, які доходили до території Бессарабії та заселяли їх. Саме за таким принципом з'явився Кортен. Село назване на честь села-батьківщини Кортен, що в Болгарії. Разом із болгарами територію Бессарабії заселяли німці. Тому історія Бессарабських німців та Бессарабських болгар тісно переплітається.